# Петер Турини
Петер Турини (на немски: Peter Turrini) е австрийски писател, автор на пиеси, стихотворения и на роман.

## Биография
Петер Турини е син на италианец и австрийка от Щирия. Израства в общността Мария Заал в Каринтия.
Още на младини Турини влиза във връзка с представители на виенския авангардизъм. От 1963 до 1971 г. упражнява различни професии – работи като магазинер във фирма за трикотаж, автор на рекламни текстове в американска агенция, секретар на хотел в Бибионе и общ работник в Нойвид на Рейн. През 1967/68 г. живее на остров Родос.
От 1971 г. Петер Турини е писател на свободна практика. Става известен с първата си театрална творба „Лов на плъхове“ („Rozznjogd“) (1967) и сценария на телевизионния сериал „Алпийска легенда“ („Alpensaga“) (1976-1980).
Турини е автор на много пиеси, филмови сценарии, стихосбирки, публицистични текстове и есета. Носител е на авторитетни литературни награди, сред които „Награда Герхарт Хауптман“ (1981), „Награда „Вюрт“ за европейска литература“ (2008) и театралната награда „Йохан Нестрой“ (2011). Произведенията му са преведени на повече от тридесет езика, а пиесите му се играят на световни сцени, включително в България. Някои от тях са излъчвани и като радиопиеси или са заснети като телевизионни филми.
През 2005 г. Петер Турини е избран за член-кореспондент на Немската академия за език и литература в Дармщат.
Той е почетен доктор на Клагенфуртския университет (2010).
Живее във Виена и Рец, Долна Австрия.